# Risaralda
Risaralda är ett av Colombias departement. Det ligger i västra Colombia i Colombias ander. Risaralda gränsar till departementen Caldas, Tolima, Quindío, Valle del Cauca, Chocó och Antioquia. De största städerna är departementets administrativa huvudort Pereira samt Dosquebradas.

## Administrativ indelning
Departementet är indelat i fjorton kommuner:
1. Apía
2. Balboa
3. Belén de Umbría
4. Dosquebradas
5. Guática
6. La Celia
7. La Virginia
8. Marsella
9. Mistrató
10. Pereira
11. Pueblo Rico
12. Quinchía
13. Santa Rosa de Cabal
14. Santuario